# John Abineri
John Abineri (* 18. Mai 1928 in London; † 29. Juni 2000 in Bath, Somerset) war ein britischer Schauspieler.

## Leben
Abineri wurde als Sohn eines australischen Vaters geboren. Seine Schauspielausbildung erhielt er an der Old Vic Theatre School in Bristol. Er erlernte mehrere Sprachen, darunter Deutsch, Französisch und Russisch. Aufgrund seiner Deutschkenntnisse wurde er in seinen Rollen häufig als Deutscher besetzt, darunter Geheimaktion Crossbow, Sturm auf die eiserne Küste und Ausbruch der 28. 1973 wurde er für seine Darstellung des Chingachook in der auf James Fenimore Coopers Roman Der letzte Mohikaner basierenden Serie Last Of The Mohicans für den Emmy nominiert, er wiederholte die Rolle zudem in der Serie Hawkeye, the Pathfinder. Er spielte in zwei Adaptionen der Geschichte von Robin Hood, 1975 als Vater von Lady Marion in The Legend of Robin Hood sowie 1984 als Herne the Hunter in Robin Hood. 1976 hatte er eine wiederkehrende Rolle in der Serie Survivors, zudem spielte er zwischen 1968 und 1979 in 17 Folgen der Serie Doctor Who.
Neben den Auftritten in britischen Fernsehserien wie zum Beispiel 1978 in der 6-teiligen Reihe Der Mondschimmel spielte Abineri auch in einigen Spielfilmen, darunter der James-Bond-Film Diamantenfieber und Der Pate III.

## Filmografie (Auswahl)
- 1961: Das Landhaus des Dr. Lemming (House of Mystery)
- 1965: Geheimaktion Crossbow (Operation Crossbow)
- 1966: Der Baron (The Baron, Fernsehserie, 2 Folgen)
- 1966: Finale in Berlin (Funeral in Berlin)
- 1968: Sturm auf die eiserne Küste (Attack on the Iron Coast)
- 1968–1979: Doctor Who (Fernsehserie, 17 Folgen)
- 1970: Ausbruch der 28 (The McKenzie Break)
- 1970: Paul Temple (Fernsehserie, 1 Folge)
- 1971: Der letzte Mohikaner (The Last Of The Mohicans, Fernsehserie, 8 Folgen)
- 1971: Diamantenfieber (Diamonds Are Forever)
- 1971; 1978 Die Onedin-Linie (The Onedin Line, Fernsehserie, 2 Folgen)
- 1972: Callan (Fernsehserie, 1 Folge)
- 1972: General Hospital (Fernsehserie, 4 Folgen)
- 1972: Papst Johanna (Pope Joan)
- 1973: Hawkeye, the Pathfinder
- 1974: Task Force Police (Softly Softly: Task Force, Fernsehserie, 1 Folge)
- 1975: Thriller (Fernsehserie, 1 Folge)
- 1975: Die Legende von Robin Hood (The Legend of Robin Hood, Mehrteiler)
- 1976: Survivors
- 1978: Der Mondschimmel (The Moon Stallion, Fernsehminiserie)
- 1979: Ein Kapitel für sich (Mehrteiler)
- 1980: Emmerdale Farm (Fernsehserie, 7 Folgen)
- 1983; 1990: Jim Bergerac ermittelt (Bergerac, Fernsehserie, 2 Folgen)
- 1984: Robin Hood (Robin of Sherwood, Fernsehserie, 16 Folgen)
- 1988: Red Dwarf (Fernsehserie, 1 Folge)
- 1989: Der Aufpasser (Minder, Fernsehserie, 1 Folge)
- 1989: In 80 Tagen um die Welt (Around the World in 80 Days)
- 1989–1994: The Bill (Fernsehserie, 2 Folgen)
- 1990: Der Pate III (The Godfather Part III)
- 1993: Death Train
- 1994: Unsere Hagenbecks (Fernsehserie, 1 Folge)
- 1994: Giorgino
- 1995: Casualty (Fernsehserie, 1 Folge)

## Auszeichnungen
- 1973: Emmy-Nominierung für The Last of the Mohicans